# El caballero de Rauzán (telenovela)
El caballero de Rauzán es una telenovela de época colombiana realizada por RTI Televisión para la Primera Cadena en 1978. La historia está basada en la novela homónima de 1887 escrita por Felipe Pérez, adaptada para televisión por Julio Jiménez. Fue protagonizada por Ronald Ayazo y Judy Henríquez. Fue una de las primeras telenovelas colombianas en llegar a mercados internacionales.

## Sinopsis
La telenovela cuenta la historia de Hugo de Mendoza, un hombre misterioso pero atractivo que padece de catalepsia, que le oculta su enfermedad a su amada, Soledad de Santiño. Antes de casarse con ella, sufre un ataque y es enterrado vivo. Soledad es obligada a casarse con el hermano de Hugo, Alcides. Pero lo que no saben es que Hugo se levantará de su tumba para vengarse y luchar por el amor de Soledad.

## Reparto
- Ronald Ayazo .... Hugo de Mendoza
- Judy Henríquez .... Soledad de Santiño
- Lucero Galindo .... Eva Bruner
- Hernando Casanova .... Boris
- Manuel Pachón.... Alcides de Mendoza
- Ana Mojica
- Hugo Pérez
- Betty Valderrama
- Héctor Rivas
- Omar Sánchez
- Carmen de Lugo
- Yamile Humar
- Diana Sanders
- Amparo Moreno
- Manuel Cabral
- Carlos Velásquez
- Roberto Franco Urrego

## Premios

### Premios Antena de la Consagración
- MEJOR TELENOVELA
- MEJOR ACTRIZ Judy Henríquez
- MEJOR ACTOR Ronald Ayazo

### Premio APE
MEJOR ACTRIZ: Judy Henríquez

### Premios El Tiempo
MEJOR ACTRIZ: Betty Valderrama

## Versiones
- En el 2000, la misma productora realiza, en coproducción con Caracol, su segunda versión llamado solamente "Rauzán". Fue protagonizada por Osvaldo Ríos y Susana Torres.
- En el 2008 R.T.I. en coproducción con Telemundo, realiza la tercera versión con el título La traición Fue protagonizada por Mario Cimarro y Danna García.